# Bienemann von Bienenstamm (Adelsgeschlecht)

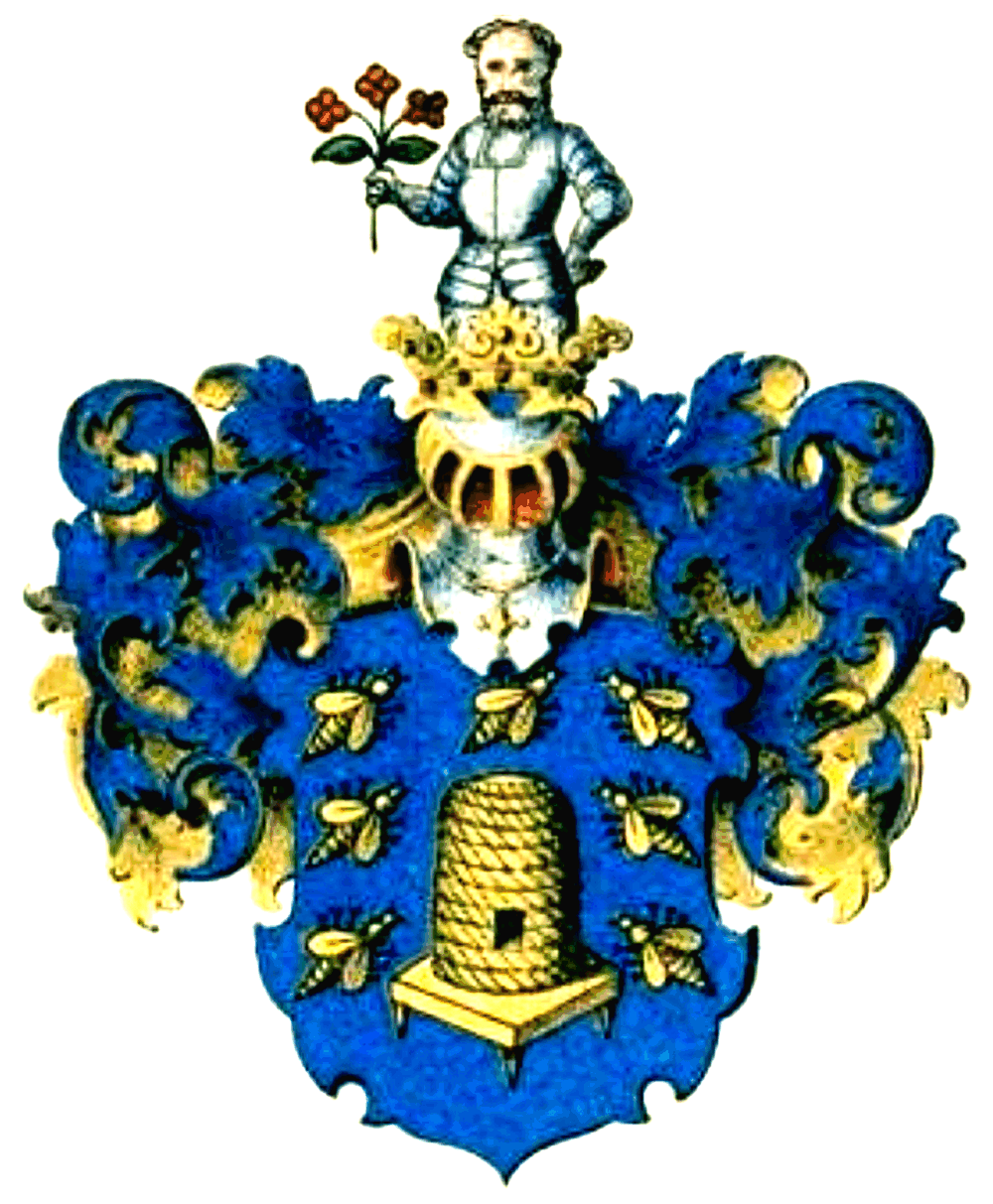
Wappen im Baltischen Wappenbuch (1882)

Bienemann von Bienenstamm, heute oft nur kurz von Bienenstamm, ist ein deutsch-baltisches, briefadeliges Adelsgeschlecht.

## Geschichte
Nach dem „Genealogischen Handbuch der kurländischen Ritterschaft“ des 1930 verstorbenen Historikers Oskar Stavenhagen ist die Familie Bienenstamm seit 1712 im lettischen Libau (Lettisch Liepāja) nachweisbar, doch nennen neuere Quellen auch das Jahr 1622. 1712 gilt als Wendepunkt.

### David Herbord Bienemann
Im Oktober 1712 war David Herbord Bienemann (* in Mitau; † 5. Mai 1740 in Libau) Kaufgeselle bei der Witwe des Bürgers und Kaufmanns Kaspar Stedeth. Später heiratete er deren Tochter. Ab 1714 wurde er als deutscher Bürger und Kaufmann geführt. 1729 wurde er Bürgermeister in Libau (der heute drittgrößten Stadt in Lettland); er starb 1740 und markiert einen wichtigen Wendepunkt der Familie.
Zu seinen Nachkommen zählen (Auswahl):

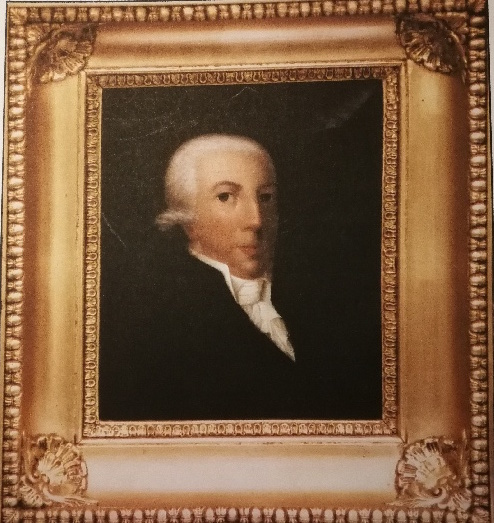
1. # Peter Bienemann von Bienenstamm (Ölgemälde)

1. Carl Dietrich Bienemann (* 17. Mai 1724 in Libau; † 17. Mai 1798): 1747 Bürger und Kaufmann, Stadtältester, 1762–1766 Ratsverwandter, Flachs- und Hanfbraker bis 1774; heiratete am 6. November 1748 Anna Elisabeth Stegmann (* 14. August 1733; † 22. Juni 1814).
2. Peter Bienemann, bzw. Bienemann von Bienenstamm (* 19. Oktober 1749 in Libau; † 23. November 1820 in Mitau): Peter Bienemann, der 70 Jahre alt wurde, ist der erste Sohn von Carl Dietrich Bienemann und Anna Elisabeth Bienemann, geb. Anna Elisabeth Stegmann (* 14. August 1733 in Libau; † 22. Juni 1814 1820; Tochter von Jürgen Peter* Stegmann). Peter Bienemann war der Enkel von David Herbord Bienemann. 1769 wurde in Danzig eine Schrift publiziert unter dem Namen „Feyerliche Wünsche, Abschiedswünsche“. Darin wurde auch Peter Bienemann als Student am elitären Akademisches Gymnasium Danzig (auf Polnisch: Gdańskie Gimnazjum Akademickie)[3] erwähnt. Die Schule existierte vom 13. Juni 1558 bis in den März 1945. Nach seinem Abitur studierte Bienemann an der Universität Leipzig, wo er am 2. Oktober 1769 immatrikuliert wurde. 1774 war er im Alter von 25 Jahren bereits Landgerichtsadvokat in Libau, wo er von 1775 bis 1791 als solches notierte, also gut 15 Jahre. 1782 wurde er herzoglich-kurländischer Hofgerichtsadvokat in Mitau, wobei man ihm die Vormundschaft für die sieben Kinder des Libauer Stadtsekretärs Friedrich Stegmann (1729–1782[4]) anvertraute, nachdem Stegmann mit 53 Jahren verstorben war. Gleichzeitig stieg Peter Bienemann auf der Karriereleiter noch weiter auf: 1786 wurde er zum königlich-polnischen Justizrat berufen, zudem wurde er unter Russland 1801–1811 Kreismarschall in Bauske, was in der russischen Verwaltungsordnung der Vertreter der Selbstverwaltung in den Kreisen war. Am 19. November 1794 nobilitierte Bienemann von Bienenstamm und wurde durch den österreichischen Kaiser Franz II. Joseph Karl (regierte 1792–1806), dem letzten Kaiser des Heiligen Römischen Reiches Deutscher Nation in den Adel erhoben (Abschnitt Adel). Er erhielt die Befugnis, sich nach zu erwerbenden Gütern nennen zu dürfen. Das Jahr 1794 war ein geschichtsträchtiges Jahr: In Frankreich wütete die Französische Revolution und Adlige wurden hingerichtet. Napoleon Bonaparte gründete diverse Republiken. Zudem fiel die Herrschaft Jever des Heiligen Römischen Reiches an Russland. Die schwierigen politischen Umstände mögen einer der Gründe für die Adels-Erhebung von Peter Bienemann von Bienenstamm gewesen sein. Denn um dem Hegemoniestreben des französischen Kaisers Napoléon Bonaparte in Mitteleuropa zu begegnen wurden damals zahlreiche weitere Verbündete gesucht, Peter Bienemann von Bienenstamm besaß fünf Herrschaftsgüter: Garrosen und Schlodhof, Altenburg, Distern, Duppeln. In den Jahren 1801 bis 1806 ist verbrieft, dass er die Erbgüter Garrosen und Schlockhof im Kreis Bauske besaß. Einige dieser Angaben entstammen dem Buch von Wilhelm Räder „Die Gerichtssekretäre und Advokaten Kurlands 1795–1889“, das 1938 von der Genealogischen Gesellschaft Lettlands in Tartu veröffentlicht wurde. Die Familie hatte aber über 1806 hinaus diverse Gutshäuser.
3. Herbord Carl Friedrich Bienemann von Bienenstamm – Libau 26. August 1778: Er machte sich als Buchautor einen Namen. Über ihn heißt es: „Ein Sohn des Kollegienraths Peter von Bienenstamm, geb. zu Libau am 26. August 1778, kam als Kind mit seinen Eltern nach Mitau, erhielt die erste wissenschaftliche Bildung von 1793 bis 1797 auf dem Gymnasium“.[5][6] Bekannt ist sein 1826 erschienenes Buch Geographischer Abriss der drei deutschen Ostsee-Provinzen Russlands; oder der Gouvernements Estland, Livland- und Kurland[7][8] (redaktionelle Anmerkung: In diesen Gebieten wohnten laut einer russischen Volkszählung von 1897 rund 165.000 Menschen. 1795 wurde Kurland auf Grund politischer Kämpfe Teil des Russischen Kaiserreiches mit beschränkter innerer Selbstverwaltung. Russische Kaiserin war damals die Deutsche Katharina II.). Ein weiteres Buch von Herbord Carl Friedrich Bienemann von Bienenstamm war das 1841 erschienene Werk „Neue geographisch-statistische Beschreibung des kaiserlich-russischen Gouvernements Kurland, oder der ehemaligen Herzogthümer Kurland und Semgallen, mit dem Stifte Pilten“.[9] Anna Emilie Helene Bienemann – Libau 15. Juni 1780 bis 1. September 1801 (gestorben in Mitau). Heiratete am 15. März 1800 Ferdinand von Klopmann, a. Kroschten, der 1806 verstarb.
4. Rosalie, geb. Bienenmann von Bienenstamm – Riga 16. November 1783 bis 23. Oktober 1812 oder 1814. Heiratete am 23. Oktober 1804 Conrad Stoffregen (geb. am 5. Oktober 1767 in Einbeck, gest. am 4. Juni 1841 in Dresden oder St. Petersburg (die Angaben variieren). Er ist auch als Konrad Christian von Stoffregen bekannt. Er fungierte ab 1785 als Stadtphysikus (Arzt) in Riga und war zudem der Leibarzt der russischen Zaren-Ehefrau, der in Karlsruhe geborenen Louise von Baden (auch als Luise Marie Auguste von Baden bekannt: geb. am 24. Januar 1779 in Karlsruhe; gest. am 4. oder 16. Mai 1826 in Beljow). Louise war von 1801 bis 1825 die Zaren-Ehefrau von Russland und fungierte schon seit 1793 als „Großfürstin von Russland“. Louise von Baden ist nach der deutschstämmigen russischen Zarin Katharina II. die zweite Deutsche auf einem russischen Zaren- also Kaiserstuhl. Ihr Name und Titel lautete auf Russisch auch auf Elisabeth Alexejewna, beziehungsweise auf Großfürstin Jelisaweta Alexejewna[10]). Über ihren Leibarzt Konrad Christian von Stoffregen heißt es: „Ab 1785, bereits als Student, zeitweise Gehilfe des Vaters in Riga, 1788–1797 Kreisarzt in Riga, danach praktischer Arzt in St. Petersburg, 1806–1807 Divisionsarzt des Ingenieurcorps, u. a. während der Schlacht bei Preußisch-Eylau, 1808–1826 Leibarzt der Zarin ELIZAVETA ALEKSEEVNA, geb. Prinzessin LUISE VON BADEN (1779–1826), zugleich ab 1811 Mitglied des Medizinalrats des Polizeiministeriums, 1827 vom Amt entbunden und nach Reval beurlaubt, 1833 (oder 1834) pensioniert, lebte danach abwechselnd in Mannheim und in Dresden. Inhaber hoher russischer Ehrentitel und Auszeichnungen: 1807 ‚Kollegienrat‘, 1808 ‚Staatsrat‘, 1817 ‚Wirklicher Russischer Staatsrat‘, 1826 ‚Geheimrat‘, 1831 Adelsdiplom, Ritter mehrerer Orden, darunter des St.-Vladimir-Ordens 2. (1825) und 3. Klasse.“[11] Alexandrine, geb. Bienenmann von Bienenstamm (1785–1830).
5. Johanna (Jeannette) Charlotte Wilhelm Bienemann – Mitau 24. Juni 1794 bis 30. Januar 1843 (gest. in Mitau). Heiratete am 11. Juli 1820 Ferdinand von Klopmann aus dem Ort Kroschten, gestorben am 21. November 1838 (in Mitau, laut dem Kollegium der allgemeine Fürsorge). Von Klopmann ist Verwandt mit Johann Ernst von Klopmann (* 12. Mai 1725 in Bershof, Kurland; † 12. Dezember 1786 in Mitau), der herzoglicher Kanzler und Landhofmeister im Herzogtum Kurland und Semgallen war.
6. Herbord Carl Friedrich Bienemann – Libau 1778 VIII. 30., gest. Riga 1840 Lv., 26.[12] Dieser ist jener Bienenmann von Bienenstamm, der „das Kloster in Berlin bezog, sodann die Universität Göttingen besuchte, musste aber 1798, nach dem bekannten Befehle Kaisers Paul I. wie alle Russen in sein Vaterland zurückkehren… nun, indem er seine Studien fortsetzte, 3 Jahre im väterlichen Hause zu machte hierauf nachdem er Landeigenthümer geworden war die Oekonomie zu seinem Berufsgeschäfte und füllte die Stunden der Erholung mit Lektüre aus zu deren Befriedigung er sich eine schätzbare Bibliothek angeschafft hatte; wurde aber durch den Druck der Zeiten und mancherley Umstände an seinem Wohlstande so gefährdet, dass er 1824 sein zuletzt besessenes Landgut Mifshof verlassen musste und gegenwärtig in Riga ohne bestimmten Erwerb einer besseren Zukunft entgegen harrend, in unfreiwilliger Musse lebt.“[6][13] Tatsächlich war er in Göttingen in ein Duell verwickelt und wurde deshalb von der Universität relegiert.[14]

### Adelserhebung 1794
Der Enkel von David Herbord Bienemann, Peter Bienemann, wurde herzoglich kurländischer Hofgerichtsadvokat und Justizrat in Mitau. Er gehörte zum aufstrebenden Juristenstand Mitaus, der eine wichtige Stütze des Herzogs Peter von Biron gegenüber dem Adel bildete. Mit zwei anderen Juristen (von Ovander und Georg Friedrich Witte von Wittenheim) stieg er kurz vor dem Ende der Selbständigkeit des Herzogtums Kurland selbst in den Adelsstand auf. 1794 erhielt er in Wien mit Diplom vom 19. November 1794 den „rittermäßigen Adelstand des Heiligen römischen Reiches“ (Reichsadel) mit dem Prädikat von Bienenstamm. Die Ernennung fand durch den österreichischen Kaisers Franz II. Joseph Karl (regierte 1792–1806), dem letzten Kaiser des Heiligen Römischen Reiches Deutscher Nation in den Adel erhoben (Abschnitt Adel) Am 21. März 1797 sei ihm zudem das „Piltensche und am 3. März 1799 das kurländische Indigenat“ erteilt worden. Damit wurde dieser Zweig der Familie in die Kurländische Ritterschaft aufgenommen.

### Bürgerliche Familie
Die Geschwister von Peter Bienemann waren von der Nobilitierung nicht betroffen. Mehrere von ihnen setzten die bürgerliche Linie fort, die im 19. Jahrhundert bedeutende Geistliche und Historiker hervorbrachte.

## Wappen
Das 1794 verliehene Wappen zeigt als Sprechendes Wappen in einem blauen Schild einen goldenen Bienenstock, umgeben von sieben goldenen fliegenden Bienen. Als Helmzier dient ein aus der Krone wachsender barhäuptiger Ritter, der drei rote Rosen an grünbeblätterten Stängeln in der Hand hält. Die Helmdecken sind blau-gold.

## Besitz
Die deutsch-baltische Familie Bienemann von Bienenstamm verfügte über mehrere Gutshäuser.

### Erbgut Garrosen (Garrosen Lambertshof)
In den Jahren 1801–1806 gehörte der Familie das in Lettland liegende „Erbgut Garrosen“, das heute „Garozas muiža“ heißt, beziehungsweise „Garozas muiža“ Herrenhaus. Das Gut geht auf das Jahr 1467 zurück. Damals "belehnte in Riga der livländische Ordensmeister Johann Mengede genannt Osthof den Vasallen Heinrich von der Howen mit einem Stück Land 'im Mitauschen District am Fluss Garrose und am Ruwakel Bach, welches früher Johann Melleken und Johannes Kasdörp besessen haben. Am 12. Juni 1801 ging es schließlich in die Hände von Peter von Bienemann, der dafür rund 70.000 Reichstaler bezahlt habe. Zuvor hatte es seit 1798 F. K. A. von Roenne für 80.000 Florin (rund 26.500 Reichstaler) erworben.
Der große Gutshof der von Bienemann, einer von mehreren im Baltikum, wird in einem Buch aus dem Jahr 2001 umfangreich porträtiert (Garozas muiža. Lambārtes muiža, ISBN 9984-9098-9-1). Muižas ist das lettische Wort für Herrenhäuser. Die Ruine des schlossähnlichen Anwesens Garozas Muiza konnten bis 2017 besichtigt werden, sei dann abgerissen worden. In Quellen zum Gutshaus heißt es:
„Das Herrenhaus von Garosas wurde im späten 18. Jahrhundert erbaut und in der ersten Hälfte des 19. Jahrhunderts wieder aufgebaut. Es ist ein kleines zweistöckiges gemauertes Gebäude mit Zwischengeschoss. Dekorative Dekoration der Fassade verwendet eine Ecke und einen Sockelrost. Diese Art von kleinen und einfachen Herrenhaus ist typisch für die Zemgale-Gutsarchitektur… und erhöht seinen kulturellen und historischen Wert. Unglücklicherweise ist das Gebäude im Dach und den Zwischenböden zusammengefallen. Jedoch ist es möglich, dass in naher Zukunft Rettungsbemühungen unternommen werden.“
Der Gutshof von Garosas, beziehungsweise Garrosen, wurde ebenso 2015 in dem Buch „Vidzemes Muizu Architektura“ des lettischen Kunsthistorikers Imants Lancmanis porträtiert und ist unter anderem beim Schlossmuseum Rundāle erhältlich. Geografisch lag der Erbgut Garrosen in dem lettischen Dorf Garoza bei Strelnieki, südlich von Riga.

### Landgut Kurland – Herrenhaus Gut Aistern
Ein weiteres Gut der Familie ist ein Gut in Kurland, das Herrenhaus Gut Aistern.

### Gut Schlodhof

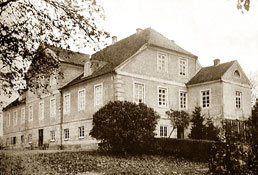
Das Gutshaus von Garosas derer von Bienemann von Bienenstamm wahrscheinlich auf einer Fotografie von 1917. Das Gut umfasste rund 2,5 Hektar.

Neben dem Erbgut Garrosen und Aistern erhielten die von Bienemanns in den Jahren 1801 bis 1811 den Gutshof „Schlodhof im Kreise Bauske“ geschenkt, währenddessen von Bienemann „Bauskescher Kreismarschall“ war.
In dem 1890 veröffentlichten Buch „Kurländische Güter-Chroniken. Neue Folge“ (bearbeitet und herausgegeben im Auftrage des Kurländischen Ritterschafts-Comites. Erste Lieferung, Mittau, C. Behrsche Commissions-Verlag, S. 94) heißt es zudem über Peter von Bienemann:
- „1809 baute er die Erbgüter Altenburg, Duppeln und Vistern im Kreise Grobin, die im Gläubigerkonkurse seiner Erben 1833 in andere Hände gerieten. Peters älterer Bruder Herbord war Erbherr auf (dem Gut) Pleppen, Kreis Hasenpoth, später auf Mißhof und Hübbenetshof, Kreis Bauste. 1824 verließ er Kurland und verbrachte sein Lebensende als Redakteur und Schriftsteller in Riga. Peters jüngerer Sohn, Louis, Sekretär des Kreisgerichts zu Hafenpoth, wurde der Stammvater des noch blühenden Geschlechts.“[26]

Weiter heißt es in einer Fußnote des Buches „Kurländische Güter-Chroniken. Neue Folge“.
- „94 Mißhof Juni 23 (corrob. August 28) – Mißhof nebst dem Beihofe Hübbenetshof, sowie dem Wilzing-Wald für Rthlr. Alb. oder 66,666^ Rbl. dem livländischen Kirchspielsrichter Christian Friedrich von Radecki auf 99 Jahre in Erbpfand gab Juni 12 (corrob Januar 14) cedirte Chr. Fr. von Radecki sein Pfandrecht für dieselbe Summe an Herbord Carl Friedrich Wilhelm Bienemann von Bienenstamm, früherer Besitzer von Pleppen im Piltenschen, unter Zustimmung und Beitritt des Pfandhabers von Rönne, welcher, da Bienenstamm mit dem kurländischen Jndigenat versehen war. demselben zugleich das vollkommene Erbrecht und Verkaufsrecht übertrug.“[26]

### „Kaufschillingsrückstand auf den Gütern“ seit 1807
An anderer Stelle heißt es in dem Werk aus dem Jahr 1890 etwas anders formuliert:
- „1819 Juni 12 (corrob. 1820 Januar 14) cedirte Chr. Fr. von Radecki sein Pfandrecht für dieselbe Summe an Herbord Carl Friedrich Wilhelm Bienemann von Bienenstamm, früheren Besitzer von Pleppen im Piltenschen, unter Zustimmung und Beitritt des Pfandhabers von Rönne, welcher, da Bienenstamm mit dem kurländischen Jndigenat versehen war, demselben zugleich das vollkommene Erbrecht und Verkaufsrecht übertrug. Bei den Besitzübergängen seit 1807 war ein ansehnlicher Kaufschillingsrückstand auf den Gütern ruhen geblieben, und von einem Besitzer auf den andern, der Reihe nach, überwiesen worden.“[27]

Auch an anderer Stelle wird von Bienemann in alten wissenschaftlichen Büchern zitiert, so beispielsweise in einer Fußnote der „Kurländische Güter-Chroniken. Neue Folge“ aus dem Jahr 1890:
- „1560 April und Septbr. Hauskomtur von Dünamünde (Schirren, Quellen V. p. ZI. 322);1561 Juni 20 Komtur (!) von Ascheraden (ebenda VII, p. 280. 324. 326. 327). — Noch 1561 Ende October, also nach Erlassung der beiden im Text angeführten Urkunden, ist er als Ritter „1. o.“ und Abgesandter des Ordensmeisters in Wilna (Bienemann, Briefe und Urk. V, U 869, p. 234).“

## Namensträger
- Herbord Karl Friedrich Bienemann von Bienenstamm (1778–1840), Privatgelehrter, Geograph und Landwirt.
- Ludwig Georg Theodor Bienemann von Bienenstamm (Louis) (1794–1863), Kreisgerichtssekretär in Hasenpoth.[28]
- Alexandrine Bienemann von Bienenstamm (auch bekannt als Marianne Henriette Alexandrine Bienemann), Mitau (1785–1830), Tochter von Peter Bienemann von Bienenstamm und Sophie Margarethe Bienemann.
- Angélique Goebel Kuldīga, Latvia (1850–1891), Tochter von Louis Georg Bar. von Bienemann von Bienenstamm und Josephine Sofie Ida Schnobel.
- Anna Emilie Helene von Klopmann, Mitau (1780–1801), Tochter von Peter Bienemann von Bienenstamm und Sophie Margarethe Bienemann.
- Anna / Annette Bienemann von Bienenstamm „Annette“ Riga, Latvia (1780–1833), Tochter von Carl Hermann Sorgenfrey und Susanna Dorothea Sorgenfrey, Ehefrau von Herbold Carl Bienemann von Bienenstamm.
- Anna Mathilda Bienemann von Bienenstamm, Mitau (1870 – d.), Tochter von Louis Carl Bienemann von Bienenstamm und Eleonore/Laura Pawlowsky.
- Bertha Gabriele Bienemann von Bienenstamm, Celle, Niedersachsen (1855–1938), Tochter von Louis Georg Bar. von Bienemann von Bienenstamm und Josephine Sofie Ida Schnobel.
- Cari Verena Bienemann von Bienenstamm, Dargi (1901 – d.), Tochter von Paul Louis Bienemann von Bienenstamm und Helene Ida Marie Bienemann von Bienenstamm.
- Caroline Antonie Bienemann von Bienenstamm, Mitau (1790–1852), Tochter von Peter Bienemann von Bienenstamm und Sophie Margarethe Bienemann.
- Detlev Peter Bienemann von Bienenstamm, Köln (1936), Sohn von Hans Werner Bienemann von Bienenstamm
- Eduard August Bienemann von Bienenstamm, Jelgava (1788–1812), Sohn von Peter Bienemann von Bienenstamm und Sophie Margarethe Bienemann.
- Egbert Philip Bienemann von Bienenstamm, Köln (1938–2015), Sohn von Hans Werner Bienemann von Bienenstamm.
- Eleonore Alexandra Bienemann von Bienenstamm, Pleppen (1802 – d.), Tochter von Herbold Carl Bienemann von Bienenstamm und Anna / Annette Bienemann von Bienenstamm.
- Elisabeth Bienemann von Bienenstamm (1895 – d.), Tochter von Roman Peter Bienemann von Bienenstamm und Alexandra Fürstin Giedroyc.
- Hans Werner Peter Paul Bienemann von Bienenstamm, Danzig-Langfuhr (1906–1980), Sohn von Peter Wilhelm Bienemann von Bienenstamm und Georgine Amalie Julie Wilhelmine Bianka Freiin von Puttkamer.
- Helene Ida Marie Bienemann von Bienenstamm, Sülzhayn a. Harz (1875–1919), Tochter von Paul Johann Bienemann von Bienenstamm und Caroline Auguste Bsse. von Drachenfels.
- Herbert Roman Bienemann von Bienenstamm, Dargi (1903 – d.), Sohn von Paul Louis Bienemann von Bienenstamm und Helene Ida Marie Bienemann von Bienenstamm.
- Herbold Carl Bienemann von Bienenstamm, Riga, Latvia (1778–1840), Sohn von Peter Bienemann von Bienenstamm und Sophie Margarethe Bienemann.
- Hermann Adolph Bienemann von Bienenstamm, St.-Petersburg, Russland (1803–1853), Sohn von Herbold Carl Bienemann von Bienenstamm und Anna / Annette Bienemann von Bienenstamm.
- Ida Josephine Bienemann von Bienenstamm, Libau (1848–1911), Tochter von Louis Georg Bar. von Bienemann von Bienenstamm und Josephine Sofie Ida Schnobel.
- Ingeborg Margarethe Julie Anna Martha Bienemann von Bienenstamm, Schl. Eck b. Lemsal (1899 – d.), Tochter von Peter Wilhelm Bienemann von Bienenstamm und Georgine Amalie Julie Wilhelmine Bianka Freiin von Puttkammer.
- Johanna / Jeannette Charlotte Wilhelmine von Harder, Mitau (1784–1843), Tochter von Peter Bienemann von Bienenstamm und Sophie Margarethe Bienemann.
- Karl Alfons Bienemann von Bienenstamm, Windau (1879–1880), Sohn von Paul Johann Bienemann von Bienenstamm und Caroline Auguste Bsse. von Drachenfels.
- Katharina Bienemann von Bienenstamm (1892 – d.), Tochter von Roman Peter Bienemann von Bienenstamm und Alexandra Fürstin Giedroyc.
- Kurt Peter Paul Roman Bienemann von Bienenstamm, Kokenhof (1903 – d.), Sohn von Peter Wilhelm Bienemann von Bienenstamm und Georgine Amalie Julie Wilhelmine Bianka Freiin von Puttkammer.
- Louis Georg Bar. von Bienemann von Bienenstamm, Hasenpoth (1794–1863), Sohn von Peter Bienemann von Bienenstamm und Sophie Margarethe Bienemann.
- Louis Carl Bienemann von Bienenstamm, Mitau (1829–1903), Sohn von Louis Georg Bar. von Bienemann von Bienenstamm und Sylvia Seraphine May.
- Marhgarethe Sophie Bienemann von Bienenstamm, Frauenburg (1872 – d.), Tochter von Paul Johann Bienemann von Bienenstamm und Caroline Auguste Bsse. von Drachenfels.
- Natalie Catharina Pauline Bsse. von Rönne (bzw. auch als Catharina Pauline Natalie Bienemann bekannt), Mitau (1793–1854), Tochter von Peter Bienemann von Bienenstamm und Sophie Margarethe Bienemann.
- Catharina Antonie Beninga Bienemann, Mitau (1790–1852), heiratete 1822 Theodor Baron von Rönne (bzw. von Roenne; verstorben 1861).
- Nikolai Bienemann von Bienenstamm (1903 – d.), Sohn von Roman Peter Bienemann von Bienenstamm und Alexandra Fürstin Giedroyc.
- Paul Johann Peter Bienemann von Bienenstamm, Mentone (1843–1911), Sohn von Louis Georg Bar. von Bienemann von Bienenstamm und Josephine Sofie Ida Schnobel.
- Paul Louis Bienemann von Bienenstamm, Dargi (1868–1903), Sohn von Louis Carl Bienemann von Bienenstamm und Eleonore/Laura Pawlowsky, Ehemann von Helene Ida Marie Bienemann von Bienenstamm.
- Pauline Söderhjelm, Jelgava, (1832–1890), Tochter von Louis Georg Bar. von Bienemann von Bienenstamm und Sylvia Seraphine May.
- Peter Wilhelm Eduard Bienemann von Bienenstamm, Hagensberg bei Riga, Latvia (1822–1896), Sohn von Louis Georg Bar. von Bienemann von Bienenstamm und Sylvia Seraphine May.
- Peter Victor Bienemann von Bienenstamm (1810–1845), Sohn von Herbold Carl Bienemann von Bienenstamm und Anna / Annette Bienemann von Bienenstamm.
- Peter Theodor Bienemann von Bienenstamm, Hasenpoth (1826–1850), Sohn von Louis Georg Bar. von Bienemann von Bienenstamm und Sylvia Seraphine May.
- Peter Wilhelm Bienemann von Bienenstamm, Gries bei Bozen (1873–1914), Sohn von Paul Johann Bienemann von Bienenstamm und Caroline Auguste Bsse. von Drachenfels.
- Roman Theodor Bienemann von Bienenstamm, Windau (1877 – d.), Sohn von Paul Johann Bienemann von Bienenstamm und Caroline Auguste Bsse. von Drachenfels.
- Roman Peter Bienemann von Bienenstamm, Hasenpoth (1856 – d.), Sohn von Louis Georg Bar. von Bienemann von Bienenstamm und Josephine Sofie Ida Schnobel, Ehemann von Alexandra Fürstin Giedroyc.
- Rosalie Bienenmann von Bienenstamm, Riga (1783–1830), Tochter von Peter Bienemann von Bienenstamm und Sophie Margarethe Bienemann.
- Sophie Adele Bienemann von Bienenstamm, Pleppen (1813–1858), Tochter von Herbold Carl Bienemann von Bienenstamm und Anna / Annette Bienemann von Bienenstamm.
- Susanne Adele Bienemann von Bienenstamm, Libau (1808–1809), Tochter von Herbold Carl Bienemann von Bienenstamm und Anna / Annette Bienemann von Bienenstamm.
- Sylvia Lida Bienemann von Bienenstamm, Heidelberg (1863 – d.), Tochter von Peter Wilhelm Eduard Bienemann von Bienenstamm und Klementine Johanna Bilterling.
- Sylvia Seraphine May, Hasenpoth (1799–1839), Tochter von Wilhelm May und Franziska May.
- Vitalis Louis Bienemann von Bienenstamm (1860–1928; gestorben in Bad Oeynhausen), Sohn von Peter Wilhelm Eduard Bienemann von Bienenstamm und Klementine Johanna Bilterling, Bruder von Sylvia Lida Bienemann von Bienenstamm.
- Eduard Bienemann (oder Stoffregen?) (1788–1812); Über ihn heißt es, er sei im Feldzug von Napoleon gegen Russland 1812 Husaren zum Opfer gefallen.

### Nachfahren
Zu den direkten Nachfahren der Bienemann von Bienenstamm gehört unter anderem Elke Bienemann von Bienenstamm (geb. 1938). Ihre Familie musste im Rahmen der Russischen Revolution um 1905 das Baltikum verlassen, wurde vertrieben und die Gutshöfe der Familie in Lettland und Littauen enteignet. Darunter war auch das Gutshaus von Garosas. Sie lebte zu DDR-Zeiten in Ost-Berlin, war dort über Jahrzehnte Musiklehrerin und heiratete Claus Prasse, einen Zahnarzt. Seitdem heißt sie Elke Prasse. Heute lebt sie, wie ihre Tochter, eine Ärztin, in Karlsruhe.

### Bürgerliche Familie
- Herbord Julius Bienemann (1833–1891), lutherischer Geistlicher, Propst in Odessa

- Friedrich Gustav Bienemann (Historiker, 1838) (1838–1903), deutsch-baltischer Historiker und Publizist
- Friedrich Gustav Bienemann (Historiker, 1860) (1860–1915), deutsch-baltischer Historiker, Schriftsteller und Bibliothekar
- Friedrich Gustav Bienemann (Pastor) (1794–1863), deutsch-baltischer Pastor, Schriftsteller und Memoirenverfasser